# Chris Rees
Christopher „Chris“ Rees (* 30. Juni 1965) ist ein walisischer Badmintonspieler.

## Karriere
Chris Rees gewann schon als Junior 1981 seinen ersten Titel bei den nationalen Meisterschaften von Wales. Zwei Jahre später siegte er bei der Junioren-Europameisterschaft. 1988 erkämpfte er sich Bronze bei den Europameisterschaften der Erwachsenen im Herrendoppel mit Lyndon Williams. Insgesamt gewann er in Wales 24 nationale Titel.

## Sportliche Erfolge
| Saison | Veranstaltung                             | Disziplin    | Platz | Name                         |
| ------ | ----------------------------------------- | ------------ | ----- | ---------------------------- |
| 1980   | Wales: Einzelmeisterschaften der Junioren | Herrendoppel | 1     | Lyndon Williams / Chris Rees |
| 1981   | Wales: Einzelmeisterschaften              | Herrendoppel | 1     | Chris Rees / Lyndon Williams |
| 1981   | Wales: Einzelmeisterschaften der Junioren | Mixed        | 1     | Chris Rees / Angela Nelson   |
| 1981   | Wales: Einzelmeisterschaften der Junioren | Herreneinzel | 1     | Chris Rees                   |
| 1981   | Wales: Einzelmeisterschaften der Junioren | Herrendoppel | 1     | Lyndon Williams / Chris Rees |
| 1982   | Wales: Einzelmeisterschaften              | Herrendoppel | 1     | Chris Rees / Lyndon Williams |
| 1982   | Wales: Einzelmeisterschaften der Junioren | Herreneinzel | 1     | Chris Rees                   |
| 1982   | Wales: Einzelmeisterschaften der Junioren | Herrendoppel | 1     | Lyndon Williams / Chris Rees |
| 1983   | Wales: Einzelmeisterschaften              | Herrendoppel | 1     | Chris Rees / Lyndon Williams |
| 1983   | Junioren-Europameisterschaft              | Herrendoppel | 1     | Chris Rees / Lyndon Williams |
| 1984   | Wales: Einzelmeisterschaften              | Herrendoppel | 1     | Chris Rees / Lyndon Williams |
| 1985   | Wales: Einzelmeisterschaften              | Herrendoppel | 1     | Chris Rees / Lyndon Williams |
| 1986   | Wales: Einzelmeisterschaften              | Herrendoppel | 1     | Chris Rees / Lyndon Williams |
| 1986   | Wales: Einzelmeisterschaften              | Herreneinzel | 1     | Chris Rees                   |
| 1987   | Wales: Einzelmeisterschaften              | Herrendoppel | 1     | Chris Rees / Lyndon Williams |
| 1987   | Wales: Einzelmeisterschaften              | Herreneinzel | 1     | Chris Rees                   |
| 1988   | Wales: Einzelmeisterschaften              | Herrendoppel | 1     | Chris Rees / Lyndon Williams |
| 1988   | Wales: Einzelmeisterschaften              | Herreneinzel | 1     | Chris Rees                   |
| 1988   | Europameisterschaft                       | Herrendoppel | 3     | Chris Rees / Lyndon Williams |
| 1988   | Norwegian International                   | Mixed        | 1     | Chris Rees / Sarah Doody     |
| 1988   | Norwegian International                   | Herreneinzel | 1     | Chris Rees                   |
| 1989   | Wales: Einzelmeisterschaften              | Mixed        | 1     | Chris Rees / Sarah Doody     |
| 1989   | Wales: Einzelmeisterschaften              | Herreneinzel | 1     | Chris Rees                   |
| 1989   | Wales: Einzelmeisterschaften              | Herrendoppel | 1     | Chris Rees / Yim C. Lim      |
| 1991   | Welsh International                       | Herrendoppel | 1     | Michael Adams / Chris Rees   |
| 1992   | Wales: Einzelmeisterschaften              | Mixed        | 1     | Chris Rees / Lisa Carpenter  |
| 1992   | Wales: Einzelmeisterschaften              | Herrendoppel | 1     | Chris Rees / Lyndon Williams |
| 1993   | Wales: Einzelmeisterschaften              | Mixed        | 1     | Chris Rees / Hilary Tarleton |
| 1993   | Wales: Einzelmeisterschaften              | Herrendoppel | 1     | Chris Rees / Lyndon Williams |
| 1995   | Wales: Einzelmeisterschaften              | Herrendoppel | 1     | Chris Rees / Lyndon Williams |
| 1999   | Wales: Einzelmeisterschaften              | Herrendoppel | 1     | Chris Rees / Neil Cottrill   |
| 2000   | Wales: Einzelmeisterschaften              | Herrendoppel | 1     | Chris Rees / Neil Cottrill   |
| 2001   | Wales: Einzelmeisterschaften              | Herrendoppel | 1     | Chris Rees / Neil Cottrill   |
| 2002   | Wales: Einzelmeisterschaften              | Herrendoppel | 1     | Chris Rees / Neil Cottrill   |
| 2004   | Wales: Einzelmeisterschaften              | Herrendoppel | 1     | Chris Rees / Irwansyah       |